# Vodje vojaških oddelkov Rusije
Sledi seznam vodij vojaških oddelkov Ruskega imperija, Ruske republike, Ruske države, RSFSR in Ruske federacije – vodij vojaških oddelkov Rusije.
Vojaški položaj v različnih letih se je imenoval različno, pa tudi najvišji organ vojaške uprave, odgovoren za obrambo države. Vojaški čini vodij vojaških oddelkov so predstavljeni ob odhodu z ustreznega položaja.

## Ruski imperij (1721–1917)
| predsedniki Vojnega kolegija            | predsedniki Vojnega kolegija            | predsedniki Vojnega kolegija                                                   | predsedniki Vojnega kolegija                                                   | predsedniki Vojnega kolegija                                                                                                 | predsedniki Vojnega kolegija                                                                                                 | predsedniki Vojnega kolegija            | predsedniki Vojnega kolegija            | predsedniki Vojnega kolegija            | predsedniki Vojnega kolegija            |
| portret                                 | portret                                 | ime                                                                            | ime                                                                            | čas na položaju | čas na položaju | rang                                    | rang                                    |                                         |                                         |
|                                         |                                         | Aleksander Danilovič Menšikov                                                  | Aleksander Danilovič Menšikov                                                  | 1719 – 1724 | 1719 – 1724 | generalfeldmaršal                       | generalfeldmaršal                       |                                         |                                         |
|                                         |                                         | Anikita Ivanovič Repnin                                                        | Anikita Ivanovič Repnin                                                        | 1724 – 1726 | 1724 – 1726 | generalfeldmaršal                       | generalfeldmaršal                       |                                         |                                         |
|                                         |                                         | Aleksander Danilovič Menšikov                                                  | Aleksander Danilovič Menšikov                                                  | 1726 – 1727 | 1726 – 1727 | generalisim                             | generalisim                             |                                         |                                         |
|                                         |                                         | Mihail Mihajlovič Golicin (starejši)                                           | Mihail Mihajlovič Golicin (starejši)                                           | 1728 – 1730 | 1728 – 1730 | generalfeldmaršal                       | generalfeldmaršal                       |                                         |                                         |
|                                         |                                         | Vasilij Vladimirovič Dolgorukov                                                | Vasilij Vladimirovič Dolgorukov                                                | 1730 – 1731 | 1730 – 1731 | generalfeldmaršal                       | generalfeldmaršal                       |                                         |                                         |
|                                         |                                         | Burhard Kristof Minih                                                          | Burhard Kristof Minih                                                          | 1732 – 1741 | 1732 – 1741 | generalfeldmaršal                       | generalfeldmaršal                       |                                         |                                         |
|                                         |                                         | Vasilij Vladimirovič Dolgorukov                                                | Vasilij Vladimirovič Dolgorukov                                                | 4. december 1741 – 11. februar 1746                                                                                          | 4. december 1741 – 11. februar 1746                                                                                          | generalfeldmaršal                       | generalfeldmaršal                       |                                         |                                         |
|                                         |                                         | Nikita Jurjevič Trubeckoj                                                      | Nikita Jurjevič Trubeckoj                                                      | 1760 – 1763 | 1760 – 1763 | generalfeldmaršal                       | generalfeldmaršal                       |                                         |                                         |
|                                         |                                         | Zahar Grigorjevič Černišov                                                     | Zahar Grigorjevič Černišov                                                     | 1763 – 1774 | 1763 – 1774 | generalfeldmaršal                       | generalfeldmaršal                       |                                         |                                         |
|                                         |                                         | Grigorij Aleksandrovič Potjomkin                                               | Grigorij Aleksandrovič Potjomkin                                               | 1784 – 1791 | 1784 – 1791 | generalfeldmaršal                       | generalfeldmaršal                       |                                         |                                         |
|                                         |                                         | Nikolaj Ivanovič Saltikov                                                      | Nikolaj Ivanovič Saltikov                                                      | 1791 – 1802 | 1791 – 1802 | generalfeldmaršal                       | generalfeldmaršal                       |                                         |                                         |
| predsedniki Admiralitetnega kolegija    | predsedniki Admiralitetnega kolegija    | predsedniki Admiralitetnega kolegija                                           | predsedniki Admiralitetnega kolegija                                           | predsedniki Admiralitetnega kolegija                                                                                         | predsedniki Admiralitetnega kolegija                                                                                         | predsedniki Admiralitetnega kolegija    | predsedniki Admiralitetnega kolegija    | predsedniki Admiralitetnega kolegija    | predsedniki Admiralitetnega kolegija    |
| portret                                 | portret                                 | ime                                                                            | ime                                                                            | čas na položaju | čas na položaju | rang                                    | rang                                    |                                         |                                         |
|                                         |                                         | Fjodor Matvejevič Apraksin                                                     | Fjodor Matvejevič Apraksin                                                     | 15. (26.) december 1717 – 10. (21.) november 1728                                                                            | 15. (26.) december 1717 – 10. (21.) november 1728                                                                            | generaladmiral                          | generaladmiral                          |                                         |                                         |
|                                         |                                         | Peter Ivanovič Sivers (upravljavec položaja)                                   | Peter Ivanovič Sivers (upravljavec položaja)                                   | 1728 – 1732 | 1728 – 1732 | admiral                                 | admiral                                 |                                         |                                         |
|                                         |                                         | Nikolaj Fjodorovič Golovin                                                     | Nikolaj Fjodorovič Golovin                                                     | 25. marec (5. april) 1733 – 15. (26.) julij 1745                                                                             | 25. marec (5. april) 1733 – 15. (26.) julij 1745                                                                             | admiral                                 | admiral                                 |                                         |                                         |
|                                         |                                         | Mihail Andrejevič Beloselski (poročevalec o pomorskih zadevah pri imperatorki) | Mihail Andrejevič Beloselski (poročevalec o pomorskih zadevah pri imperatorki) | 15.(26.) julij 1745 – 7. (18.) april 1750                                                                                    | 15.(26.) julij 1745 – 7. (18.) april 1750                                                                                    | viceadmiral                             | viceadmiral                             |                                         |                                         |
|                                         |                                         | Mihail Mihajlovič Golicin mlajši                                               | Mihail Mihajlovič Golicin mlajši                                               | 7. (18.) april 1750 – 10. (21.) april 1762                                                                                   | 7. (18.) april 1750 – 10. (21.) april 1762                                                                                   | generaladmiral                          | generaladmiral                          |                                         |                                         |
|                                         |                                         | veliki knez Pavel Petrovič                                                     | veliki knez Pavel Petrovič                                                     | 10. (21.) april 1762 – 6. (17.) november 1796                                                                                | 10. (21.) april 1762 – 6. (17.) november 1796                                                                                | generaladmiral                          | generaladmiral                          |                                         |                                         |
|                                         |                                         | Ivan Grigorjevič Černišov                                                      | Ivan Grigorjevič Černišov                                                      | 6. (17.) november 1796 – 26. februar (9. marec) 1797                                                                         | 6. (17.) november 1796 – 26. februar (9. marec) 1797                                                                         | generalfeldmaršal mornarice             | generalfeldmaršal mornarice             |                                         |                                         |
|                                         |                                         | Ivan Loginovič Goleniščev-Kutuzov                                              | Ivan Loginovič Goleniščev-Kutuzov                                              | 31. oktober (11. november) 1798 – 12. (24.) april 1802                                                                       | 31. oktober (11. november) 1798 – 12. (24.) april 1802                                                                       | admiral                                 | admiral                                 |                                         |                                         |
| vojni ministri Ruskega imperija         | vojni ministri Ruskega imperija         | vojni ministri Ruskega imperija                                                | vojni ministri Ruskega imperija                                                | vojni ministri Ruskega imperija                                                                                              | vojni ministri Ruskega imperija                                                                                              | vojni ministri Ruskega imperija         | vojni ministri Ruskega imperija         | vojni ministri Ruskega imperija         | vojni ministri Ruskega imperija         |
| portret                                 | portret                                 | ime                                                                            | ime                                                                            | čas na položaju | čas na položaju | rang                                    | rang                                    |                                         |                                         |
|                                         |                                         | Sergej Kuzmič Vjazmitinov                                                      | Sergej Kuzmič Vjazmitinov                                                      | 1802 – 1808 | 1802 – 1808 | general pehote                          | general pehote                          |                                         |                                         |
|                                         |                                         | Aleksej Andrejevič Arakčejev                                                   | Aleksej Andrejevič Arakčejev                                                   | 1808 – 1810 | 1808 – 1810 | general pehote                          | general pehote                          |                                         |                                         |
|                                         |                                         | Mihail Bogdanovič Barklaj-de-Tolli                                             | Mihail Bogdanovič Barklaj-de-Tolli                                             | 1810 – 1812 | 1810 – 1812 | generalfeldmaršal                       | generalfeldmaršal                       |                                         |                                         |
|                                         |                                         | Aleksej Ivanovič Gorčakov                                                      | Aleksej Ivanovič Gorčakov                                                      | 1812 – 1815 | 1812 – 1815 | general pehote                          | general pehote                          |                                         |                                         |
|                                         |                                         | Peter Petrovič Konovnicin                                                      | Peter Petrovič Konovnicin                                                      | 1815 – 1819 | 1815 – 1819 | general pehote                          | general pehote                          |                                         |                                         |
|                                         |                                         | Peter Ivanovič Meller-Zakomelski                                               | Peter Ivanovič Meller-Zakomelski                                               | 1819 – 1823 | 1819 – 1823 | general artilerije                      | general artilerije                      |                                         |                                         |
|                                         |                                         | Aleksander Ivanovič Tatiščev                                                   | Aleksander Ivanovič Tatiščev                                                   | 1823 – 1827 | 1823 – 1827 | general pehote                          | general pehote                          |                                         |                                         |
|                                         |                                         | Aleksander Ivanovič Černišov                                                   | Aleksander Ivanovič Černišov                                                   | 1828 – 1852 | 1828 – 1852 | general konjenice                       | general konjenice                       |                                         |                                         |
|                                         |                                         | Vasilij Andrejevič Dolgorukov                                                  | Vasilij Andrejevič Dolgorukov                                                  | 1852 – 1856 | 1852 – 1856 | general konjenice                       | general konjenice                       |                                         |                                         |
|                                         |                                         | Nikolaj Onufrijevič Suhozanet                                                  | Nikolaj Onufrijevič Suhozanet                                                  | 1856 – 1861 | 1856 – 1861 | general konjenice                       | general konjenice                       |                                         |                                         |
|                                         |                                         | Dimitrij Aleksejevič Miljutin                                                  | Dimitrij Aleksejevič Miljutin                                                  | 1861 – 1881 | 1861 – 1881 | generalfeldmaršal                       | generalfeldmaršal                       |                                         |                                         |
|                                         |                                         | Peter Semjonovič Vannovski                                                     | Peter Semjonovič Vannovski                                                     | 22. maj (3. junij 1881 – 1. (13.) januar 1882 (kot upravnik Vojnega ministrstva) 1. (13.) januar 1882 – 1. (13.) januar 1898 | 22. maj (3. junij 1881 – 1. (13.) januar 1882 (kot upravnik Vojnega ministrstva) 1. (13.) januar 1882 – 1. (13.) januar 1898 | general pehote                          | general pehote                          |                                         |                                         |
|                                         |                                         | Aleksej Nikolajevič Kuropatkin                                                 | Aleksej Nikolajevič Kuropatkin                                                 | 1. (13.) januar 1898 – 1. (13.) julij 1898 (kot upravnik Vojnega ministrstva) 1. (13.) julij 1898 – 7. (20.) februar 1904    | 1. (13.) januar 1898 – 1. (13.) julij 1898 (kot upravnik Vojnega ministrstva) 1. (13.) julij 1898 – 7. (20.) februar 1904    | general pehote                          | general pehote                          |                                         |                                         |
|                                         |                                         | Viktor Viktorovič Saharov                                                      | Viktor Viktorovič Saharov                                                      | 7. (20.) februar 1904 – 15. (28.) julij 1905                                                                                 | 7. (20.) februar 1904 – 15. (28.) julij 1905                                                                                 | generalporočnik                         | generalporočnik                         |                                         |                                         |
|                                         |                                         | Aleksander Fjodorovič Rediger                                                  | Aleksander Fjodorovič Rediger                                                  | 15. (28.) julij 1905 – 11. (24.) marec 1909                                                                                  | 15. (28.) julij 1905 – 11. (24.) marec 1909                                                                                  | general pehote                          | general pehote                          |                                         |                                         |
|                                         |                                         | Vladimir Aleksandrovič Suhomlinov                                              | Vladimir Aleksandrovič Suhomlinov                                              | 11. (24.) marec 1909 – 13. (26.) junij 1915                                                                                  | 11. (24.) marec 1909 – 13. (26.) junij 1915                                                                                  | general konjenice                       | general konjenice                       |                                         |                                         |
|                                         |                                         | Aleksej Andrejevič Polivanov                                                   | Aleksej Andrejevič Polivanov                                                   | 13. (26.) julij 1915 – 15. (28.) marec 1916                                                                                  | 13. (26.) julij 1915 – 15. (28.) marec 1916                                                                                  | general pehote                          | general pehote                          |                                         |                                         |
|                                         |                                         | Dimitrij Saveljevič Šuvajev                                                    | Dimitrij Saveljevič Šuvajev                                                    | 15. (28.) marec 1916 – 3. (16.) januar 1917                                                                                  | 15. (28.) marec 1916 – 3. (16.) januar 1917                                                                                  | general pehote                          | general pehote                          |                                         |                                         |
|                                         |                                         | Mihail Aleksejevič Beljajev                                                    | Mihail Aleksejevič Beljajev                                                    | 3. (16.) januar 1917 – 1. (14.) marec 1917                                                                                   | 3. (16.) januar 1917 – 1. (14.) marec 1917                                                                                   | general pehote                          | general pehote                          |                                         |                                         |
| ministri pomorskih sil Ruskega imperija | ministri pomorskih sil Ruskega imperija | ministri pomorskih sil Ruskega imperija                                        | ministri pomorskih sil Ruskega imperija                                        | ministri pomorskih sil Ruskega imperija                                                                                      | ministri pomorskih sil Ruskega imperija                                                                                      | ministri pomorskih sil Ruskega imperija | ministri pomorskih sil Ruskega imperija | ministri pomorskih sil Ruskega imperija | ministri pomorskih sil Ruskega imperija |
| portret                                 | portret                                 | ime                                                                            | ime                                                                            | čas na položaju | čas na položaju | rang                                    | rang                                    |                                         |                                         |
|                                         |                                         | Nikolaj Semjonovič Mordvinov                                                   | Nikolaj Semjonovič Mordvinov                                                   | 8. (20.) september 1802 – 28. december 1802 (9. januar 1803)                                                                 | 8. (20.) september 1802 – 28. december 1802 (9. januar 1803)                                                                 | admiral                                 | admiral                                 |                                         |                                         |
|                                         |                                         | Pavel Vasiljevič Čičagov                                                       | Pavel Vasiljevič Čičagov                                                       | 31. december 1802 (12. januar 1803) – 28. november (10. december) 1811                                                       | 31. december 1802 (12. januar 1803) – 28. november (10. december) 1811                                                       | admiral                                 | admiral                                 |                                         |                                         |
|                                         |                                         | Ivan Ivanovič de Traverse                                                      | Ivan Ivanovič de Traverse                                                      | 28. november (10. december) 1811 – 17. (29.) december 1815                                                                   | 28. november (10. december) 1811 – 17. (29.) december 1815                                                                   | admiral                                 | admiral                                 |                                         |                                         |
| pomorski ministri Ruskega imperija      | pomorski ministri Ruskega imperija      | pomorski ministri Ruskega imperija                                             | pomorski ministri Ruskega imperija                                             | pomorski ministri Ruskega imperija                                                                                           | pomorski ministri Ruskega imperija                                                                                           | pomorski ministri Ruskega imperija      | pomorski ministri Ruskega imperija      | pomorski ministri Ruskega imperija      | pomorski ministri Ruskega imperija      |
| portret                                 | portret                                 | ime                                                                            | ime                                                                            | čas na položaju | čas na položaju | rang                                    | rang                                    |                                         |                                         |
|                                         |                                         | Ivan Ivanovič de Traverse                                                      | Ivan Ivanovič de Traverse                                                      | 17. (29.) december 1815 – 24. marec (5. april) 1828                                                                          | 17. (29.) december 1815 – 24. marec (5. april) 1828                                                                          | admiral                                 | admiral                                 |                                         |                                         |
|                                         |                                         | Anton Vasiljevič fon Moller                                                    | Anton Vasiljevič fon Moller                                                    | 24. marec (5. april) 1828 – 5. (17.) februar 1836                                                                            | 24. marec (5. april) 1828 – 5. (17.) februar 1836                                                                            | admiral                                 | admiral                                 |                                         |                                         |
|                                         |                                         | Aleksander Sergejevič Menšikov                                                 | Aleksander Sergejevič Menšikov                                                 | 5. (17.) februar 1836 – 23. februar (7. marec) 1855                                                                          | 5. (17.) februar 1836 – 23. februar (7. marec) 1855                                                                          | admiral                                 | admiral                                 |                                         |                                         |
|                                         |                                         | Ferdinand Petrovič Vrangel                                                     | Ferdinand Petrovič Vrangel                                                     | 18. (30.) maj 1855 – 27. julij (8. avgust) 1857                                                                              | 18. (30.) maj 1855 – 27. julij (8. avgust) 1857                                                                              | admiral                                 | admiral                                 |                                         |                                         |
|                                         |                                         | Nikolaj Fjodorovič Metlin                                                      | Nikolaj Fjodorovič Metlin                                                      | 27. julij (8. avgust) 1857 – 18. (30.) september 1860                                                                        | 27. julij (8. avgust) 1857 – 18. (30.) september 1860                                                                        | admiral                                 | admiral                                 |                                         |                                         |
|                                         |                                         | Nikolaj Karlovič Krabbe                                                        | Nikolaj Karlovič Krabbe                                                        | 19. september (1. oktober) 1860 – 3. (15.) januar 1874                                                                       | 19. september (1. oktober) 1860 – 3. (15.) januar 1874                                                                       | admiral                                 | admiral                                 |                                         |                                         |
|                                         |                                         | Stepan Stepanovič Lesovski                                                     | Stepan Stepanovič Lesovski                                                     | 12. (24.) januar 1874 – 23. junij (5. julij) 1880                                                                            | 12. (24.) januar 1874 – 23. junij (5. julij) 1880                                                                            | admiral                                 | admiral                                 |                                         |                                         |
|                                         |                                         | Aleksej Aleksejevič Peščurov (upravnik Pomorskega ministrstva)                 | Aleksej Aleksejevič Peščurov (upravnik Pomorskega ministrstva)                 | 23. junij (5. julij) 1880 – 11. (23.) januar 1882                                                                            | 23. junij (5. julij) 1880 – 11. (23.) januar 1882                                                                            | kontraadmiral                           | kontraadmiral                           |                                         |                                         |
|                                         |                                         | Ivan Aleksejevič Šestakov                                                      | Ivan Aleksejevič Šestakov                                                      | 11. (23.) januar 1882 – 21. november (3. december) 1888                                                                      | 11. (23.) januar 1882 – 21. november (3. december) 1888                                                                      | admiral                                 | admiral                                 |                                         |                                         |
|                                         |                                         | Nikolaj Matvejevič Čihačov                                                     | Nikolaj Matvejevič Čihačov                                                     | 28. november (10. december) 1888 – 13. (25.) julij 1896                                                                      | 28. november (10. december) 1888 – 13. (25.) julij 1896                                                                      | admiral                                 | admiral                                 |                                         |                                         |
|                                         |                                         | Pavel Petrovič Tirtov                                                          | Pavel Petrovič Tirtov                                                          | 13. (25.) julij 1896 – 4. (17.) marec 1903                                                                                   | 13. (25.) julij 1896 – 4. (17.) marec 1903                                                                                   | admiral                                 | admiral                                 |                                         |                                         |
|                                         |                                         | Fjodor Karlovič Avelan                                                         | Fjodor Karlovič Avelan                                                         | 4. (17.) marec 1903 – 29. junij (12. julij) 1905                                                                             | 4. (17.) marec 1903 – 29. junij (12. julij) 1905                                                                             | admiral                                 | admiral                                 |                                         |                                         |
|                                         |                                         | Aleksej Aleksejevič Biriljov                                                   | Aleksej Aleksejevič Biriljov                                                   | 29. junij (12. julij) 1905 – 11. (24.) januar 1907                                                                           | 29. junij (12. julij) 1905 – 11. (24.) januar 1907                                                                           | admiral                                 | admiral                                 |                                         |                                         |
|                                         |                                         | Ivan Mihajlovič Dikov                                                          | Ivan Mihajlovič Dikov                                                          | 11. (24.) januar 1907 – 8. (21.) januar 1909                                                                                 | 11. (24.) januar 1907 – 8. (21.) januar 1909                                                                                 | admiral                                 | admiral                                 |                                         |                                         |
|                                         |                                         | Stepan Arkadjevil Vojevodski                                                   | Stepan Arkadjevil Vojevodski                                                   | 8. (21.) januar 1909 – 18. (31.) marec 1911                                                                                  | 8. (21.) januar 1909 – 18. (31.) marec 1911                                                                                  | admiral                                 | admiral                                 |                                         |                                         |
|                                         |                                         | Ivan Konstantinovič Grigorovič                                                 | Ivan Konstantinovič Grigorovič                                                 | 19. marec (1. april) 1911 – 28. februar (13. marec) 1917                                                                     | 19. marec (1. april) 1911 – 28. februar (13. marec) 1917                                                                     | admiral                                 | admiral                                 |                                         |                                         |
| --------------------------------------- | --------------------------------------- | ------------------------------------------------------------------------------ | ------------------------------------------------------------------------------ | --- | --- | --------------------------------------- | --------------------------------------- | --------------------------------------- | --------------------------------------- |

## Začasna vlada (1917)
| vojni in pomorski ministri Začasne vlade | vojni in pomorski ministri Začasne vlade | vojni in pomorski ministri Začasne vlade | vojni in pomorski ministri Začasne vlade | vojni in pomorski ministri Začasne vlade                         | vojni in pomorski ministri Začasne vlade                         | vojni in pomorski ministri Začasne vlade | vojni in pomorski ministri Začasne vlade | vojni in pomorski ministri Začasne vlade | vojni in pomorski ministri Začasne vlade |
| portret                                  | portret                                  | ime                                      | ime                                      | čas na položaju                                                  | čas na položaju                                                  | rang                                     | rang                                     |                                          |                                          |
|                                          |                                          | Aleksander Ivanovič Gučkov               | Aleksander Ivanovič Gučkov               | 2. (15.) marec 1917 – 30. april (13. maj) 1917                   | 2. (15.) marec 1917 – 30. april (13. maj) 1917                   | —                                        | —                                        |                                          |                                          |
|                                          |                                          | Aleksander Fjodorovič Kerenski           | Aleksander Fjodorovič Kerenski           | 5. (18.) maj 1917 – 30. avgust (12. september) 1917              | 5. (18.) maj 1917 – 30. avgust (12. september) 1917              | —                                        | —                                        |                                          |                                          |
|                                          |                                          | Aleksander Ivanovič Verhovski            | Aleksander Ivanovič Verhovski            | 30. avgust (12. september) 1917 – 25. oktober (7. november) 1917 | 30. avgust (12. september) 1917 – 25. oktober (7. november) 1917 | generalmajor                             | generalmajor                             |                                          |                                          |
| ---------------------------------------- | ---------------------------------------- | ---------------------------------------- | ---------------------------------------- | ---------------------------------------------------------------- | ---------------------------------------------------------------- | ---------------------------------------- | ---------------------------------------- | ---------------------------------------- | ---------------------------------------- |

## Vseruska začasna vlada (1918)
| vojni in pomorski minister Rusije | vojni in pomorski minister Rusije | vojni in pomorski minister Rusije | vojni in pomorski minister Rusije | vojni in pomorski minister Rusije                        | vojni in pomorski minister Rusije                        | vojni in pomorski minister Rusije | vojni in pomorski minister Rusije | vojni in pomorski minister Rusije | vojni in pomorski minister Rusije |
| portret                           | portret                           | ime                               | ime                               | čas na položaju                                          | čas na položaju                                          | rang                              | rang                              |                                   |                                   |
|                                   |                                   | Aleksander Vasiljevič Kolčak      | Aleksander Vasiljevič Kolčak      | 5. (18.) november 1918 – 20. november (3. december) 1918 | 5. (18.) november 1918 – 20. november (3. december) 1918 | admiral                           | admiral                           |                                   |                                   |
| --------------------------------- | --------------------------------- | --------------------------------- | --------------------------------- | -------------------------------------------------------- | -------------------------------------------------------- | --------------------------------- | --------------------------------- | --------------------------------- | --------------------------------- |

## Ruska država (1918–1920)
| vojni ministri Ruske vlade    | vojni ministri Ruske vlade    | vojni ministri Ruske vlade     | vojni ministri Ruske vlade     | vojni ministri Ruske vlade                                | vojni ministri Ruske vlade                                | vojni ministri Ruske vlade    | vojni ministri Ruske vlade    | vojni ministri Ruske vlade    | vojni ministri Ruske vlade    |
| portret                       | portret                       | ime                            | ime                            | čas na položaju                                           | čas na položaju                                           | rang                          | rang                          |                               |                               |
|                               |                               | Nikolaj Aleksandrovič Stepanov | Nikolaj Aleksandrovič Stepanov | 18. november (1. december) 1918 – 23. maj (5. junij) 1919 | 18. november (1. december) 1918 – 23. maj (5. junij) 1919 | generalporočnik               | generalporočnik               |                               |                               |
|                               |                               | Dimitrij Antonovič Lebedjev    | Dimitrij Antonovič Lebedjev    | 23. maj (5. junij) 1919 – 10. (23.) avgust 1919           | 23. maj (5. junij) 1919 – 10. (23.) avgust 1919           | generalmajor                  | generalmajor                  |                               |                               |
|                               |                               | Mihail Konstantinovič Diterihs | Mihail Konstantinovič Diterihs | 10. (23.) avgust 1919 – 27. avgust (9. september) 1919    | 10. (23.) avgust 1919 – 27. avgust (9. september) 1919    | generalporočnik               | generalporočnik               |                               |                               |
|                               |                               | Aleksej Pavlovič Budberg       | Aleksej Pavlovič Budberg       | 27. avgust (9. september) 1919 – 5. (18.) oktober 1919    | 27. avgust (9. september) 1919 – 5. (18.) oktober 1919    | generalporočnik               | generalporočnik               |                               |                               |
|                               |                               | Mihail Vasiljevič Hanžin       | Mihail Vasiljevič Hanžin       | 5. (18.) oktober 1919 – 4. (17.) januar 1920              | 5. (18.) oktober 1919 – 4. (17.) januar 1920              | general artilerije            | general artilerije            |                               |                               |
| pomorski minister Ruske vlade | pomorski minister Ruske vlade | pomorski minister Ruske vlade  | pomorski minister Ruske vlade  | pomorski minister Ruske vlade                             | pomorski minister Ruske vlade                             | pomorski minister Ruske vlade | pomorski minister Ruske vlade | pomorski minister Ruske vlade | pomorski minister Ruske vlade |
| portret                       | portret                       | ime                            | ime                            | čas na položaju                                           | čas na položaju                                           | rang                          | rang                          |                               |                               |
|                               |                               | Mihail Ivanovič Smirnov        | Mihail Ivanovič Smirnov        | 20. november (3. december) 1918 – 4. (17.) januar 1920    | 20. november (3. december) 1918 – 4. (17.) januar 1920    | kontraadmiral                 | kontraadmiral                 |                               |                               |
| ----------------------------- | ----------------------------- | ------------------------------ | ------------------------------ | --------------------------------------------------------- | --------------------------------------------------------- | ----------------------------- | ----------------------------- | ----------------------------- | ----------------------------- |

## Jug Rusije (1920)
| načelnik vojaške uprave Vlade Juga Rusije | načelnik vojaške uprave Vlade Juga Rusije | načelnik vojaške uprave Vlade Juga Rusije | načelnik vojaške uprave Vlade Juga Rusije | načelnik vojaške uprave Vlade Juga Rusije      | načelnik vojaške uprave Vlade Juga Rusije      | načelnik vojaške uprave Vlade Juga Rusije | načelnik vojaške uprave Vlade Juga Rusije | načelnik vojaške uprave Vlade Juga Rusije | načelnik vojaške uprave Vlade Juga Rusije |
| portret                                   | portret                                   | ime                                       | ime                                       | čas na položaju                                | čas na položaju                                | rang                                      | rang                                      |                                           |                                           |
|                                           |                                           | Vladimir Pavlovič Nikolski                | Vladimir Pavlovič Nikolski                | 11. (24.) april 1920 – 11. (24.) november 1920 | 11. (24.) april 1920 – 11. (24.) november 1920 | generalmajor                              | generalmajor                              |                                           |                                           |
| ----------------------------------------- | ----------------------------------------- | ----------------------------------------- | ----------------------------------------- | ---------------------------------------------- | ---------------------------------------------- | ----------------------------------------- | ----------------------------------------- | ----------------------------------------- | ----------------------------------------- |

## RSFSR (1917–1923)
| ljudski komisar za vojaške in pomorske zadeve RSFSR | ljudski komisar za vojaške in pomorske zadeve RSFSR | ljudski komisar za vojaške in pomorske zadeve RSFSR | ljudski komisar za vojaške in pomorske zadeve RSFSR | ljudski komisar za vojaške in pomorske zadeve RSFSR | ljudski komisar za vojaške in pomorske zadeve RSFSR | ljudski komisar za vojaške in pomorske zadeve RSFSR | ljudski komisar za vojaške in pomorske zadeve RSFSR |
| portret                                             | portret                                             | ime                                                 | ime                                                 | čas na položaju                                     | čas na položaju                                     | rang                                                | rang                                                |
|                                                     |                                                     | Nikolaj Iljič Podvojski                             | Nikolaj Iljič Podvojski                             | 10. (23.) november 1917 – 13. marec 1918            | 10. (23.) november 1917 – 13. marec 1918            | ljudski komisar (po položaju)                       | ljudski komisar (po položaju)                       |
|                                                     |                                                     | Lev Davidovič Trocki                                | Lev Davidovič Trocki                                | 13. marec 1918 – 12. november 1923                  | 13. marec 1918 – 12. november 1923                  | ljudski komisar (po položaju)                       | ljudski komisar (po položaju)                       |
| --------------------------------------------------- | --------------------------------------------------- | --------------------------------------------------- | --------------------------------------------------- | --------------------------------------------------- | --------------------------------------------------- | --------------------------------------------------- | --------------------------------------------------- |

## RSFSR (1944–1946)
| ljudski komisar za obrambo RSFSR | ljudski komisar za obrambo RSFSR | ljudski komisar za obrambo RSFSR | ljudski komisar za obrambo RSFSR | ljudski komisar za obrambo RSFSR | ljudski komisar za obrambo RSFSR | ljudski komisar za obrambo RSFSR | ljudski komisar za obrambo RSFSR |
| -------------------------------- | -------------------------------- | -------------------------------- | -------------------------------- | -------------------------------- | -------------------------------- | -------------------------------- | -------------------------------- |

## Ruska federacija (od 1991)
| minister za obrambo RSFSR            | minister za obrambo RSFSR            | minister za obrambo RSFSR                      | minister za obrambo RSFSR                      | minister za obrambo RSFSR            | minister za obrambo RSFSR            | minister za obrambo RSFSR            | minister za obrambo RSFSR            | minister za obrambo RSFSR            | minister za obrambo RSFSR            |
| portret                              | portret                              | ime                                            | ime                                            | čas na položaju                      | čas na položaju                      | rang                                 | rang                                 |                                      |                                      |
|                                      |                                      | Konstantin Ivanovič Kobec                      | Konstantin Ivanovič Kobec                      | 20. avgust – 9. september 1991       | 20. avgust – 9. september 1991       | general armade                       | general armade                       |                                      |                                      |
| minister za obrambo Ruske federacije | minister za obrambo Ruske federacije | minister za obrambo Ruske federacije           | minister za obrambo Ruske federacije           | minister za obrambo Ruske federacije | minister za obrambo Ruske federacije | minister za obrambo Ruske federacije | minister za obrambo Ruske federacije | minister za obrambo Ruske federacije | minister za obrambo Ruske federacije |
| portret                              | portret                              | ime                                            | ime                                            | čas na položaju                      | čas na položaju                      | rang                                 | rang                                 |                                      |                                      |
|                                      |                                      | Boris Nikolajevič Jelcin (vršilec dolžnosti)   | Boris Nikolajevič Jelcin (vršilec dolžnosti)   | 16. marec – 18. maj 1992             | 16. marec – 18. maj 1992             | —                                    | —                                    |                                      |                                      |
|                                      |                                      | Pavel Sergejevič Gračjov                       | Pavel Sergejevič Gračjov                       | 18. maj 1992 – 18. junij 1996        | 18. maj 1992 – 18. junij 1996        | general armade                       | general armade                       |                                      |                                      |
|                                      |                                      | Mihail Petrovič Kolesnikov (vršilec dolžnosti) | Mihail Petrovič Kolesnikov (vršilec dolžnosti) | 18. junij – 24. julij 1996           | 18. junij – 24. julij 1996           | general armade                       | general armade                       |                                      |                                      |
|                                      |                                      | Igor Nikolajevič Rodionov                      | Igor Nikolajevič Rodionov                      | 17. julij 1996 – 23. maj 1997        | 17. julij 1996 – 23. maj 1997        | general armade                       | general armade                       |                                      |                                      |
|                                      |                                      | Igor Dimitrijevič Sergejev                     | Igor Dimitrijevič Sergejev                     | 23. maj 1997 – 28. marec 2001        | 23. maj 1997 – 28. marec 2001        | maršal Ruske federacije              | maršal Ruske federacije              |                                      |                                      |
|                                      |                                      | Sergej Borisovič Ivanov                        | Sergej Borisovič Ivanov                        | 28. marec 2001 – 15. februar 2007    | 28. marec 2001 – 15. februar 2007    | rezervni generalpolkovnik            | rezervni generalpolkovnik            |                                      |                                      |
|                                      |                                      | Anatolij Eduardovič Serdjukov                  | Anatolij Eduardovič Serdjukov                  | 15. februar 2007 – 6. november 2012  | 15. februar 2007 – 6. november 2012  | —                                    | —                                    |                                      |                                      |
|                                      |                                      | Sergej Kužugetovič Šojgu                       | Sergej Kužugetovič Šojgu                       | 6. november 2012 – sedanjost         | 6. november 2012 – sedanjost         | general armade                       | general armade                       |                                      |                                      |
| ------------------------------------ | ------------------------------------ | ---------------------------------------------- | ---------------------------------------------- | ------------------------------------ | ------------------------------------ | ------------------------------------ | ------------------------------------ | ------------------------------------ | ------------------------------------ |